# Keokuk (Iowa)
Keokuk település az Amerikai Egyesült Államok Iowa államában, Lee megyében, melynek megyeszékhelye is. Lakosainak száma 9900 fő (2020. április 1.).

## Népesség
A település népességének változása:

| 2010 | 10 780 |
| 2020 | 9 900  |